# Allosmaitia
Genre
Allosmaitia est un genre de lépidoptères (papillons) de la famille des Lycaenidae et de la sous-famille des Theclinae présent en Amérique centrale et Amérique du Sud.

## Dénomination
Le genre a été décrit par Harry Clench (d) en 1964.

## Liste d'espèces
Selon BioLib (22 novembre 2020) :
- Allosmaitia coelebs (Herrich-Schäffer, 1862) présent à Cuba et à Haïti
- Allosmaitia fidena (Hewitson, 1867) présent en Guyane
- Allosmaitia myrtusa (Hewitson, 1867) présent en Colombie, en Bolivie, au Surinam, en Guyane et au Brésil.
- Allosmaitia piplea (Godman & Salvin, 1896) présent à La Dominique et à Saint-Vincent.
- Allosmaitia strophius (Godart, [1824]) présent au Mexique, au Guatemala, à Panama, en Guyane et au Brésil[3].

## Répartition
Les espèces du genre Allosmaitia sont présentes en Amérique centrale et Amérique du Sud.